# Harold W. Heine
Harold Warren Heine (14. September 1922 in Highland Park, New Jersey – 23. Juli 2018 in Lewisburg, Pennsylvania) war ein US-amerikanischer Chemiker (Organische Chemie).
Heine studierte Chemie an der Rutgers University mit dem Bachelor-Abschluss 1944 und der Promotion in Organischer Chemie bei John F. Lane 1948. Danach war er zunächst Assistant Professor an der Bucknell University, an der er 1954 eine volle Professur erhielt. 1972 bis 1978 war er dort Presidential Professor. Ab 1993 war er dort Leiter des Master-Studiengangprogramms.
1969/70 war er Gastprofessor an der Ruprecht-Karls-Universität Heidelberg und 1986 an der University of Auckland. 1956/57 war er Forschungschemiker bei Dow Chemical. Ab 1965 war er Berater des Surgeon General of the United States.
Unter anderem befasste er sich mit Bromamiden, Aziridin, Chlorhydrinen, Chemie von Diaziridinen und Cycloaddition, Nitronen, Benzodiazepinen, ortho-Chinonmonoimiden.
Nach ihm ist die Heine-Reaktion (1959) in der Organischen Chemie benannt.
1980 erhielt er den Catalyst Award der Chemical Manufacturers Organisation. 1987 erhielt er den ACS Award for Research at an Undergraduate Institution.